# Metropolis (Auckland)
Il Metropolis è un grattacielo ad uso residenziale e alberghiero di Auckland, in Nuova Zelanda.

## Caratteristiche
Inaugurato nel 1999, con i suoi 155 metri all'epoca era l'edificio più alto del paese fino a quando non venne superato l'anno successivo dal Vero Centre. A oggi invece è il terzo edificio più alto della nazione.
Nel 2013 l'edificio venne scalato da Alain Robert.